# Протестантская реформатская церковь Бурунди
Протестантская реформатская церковь Бурунди (фр. Église Protestante Reformée du Burundi, EPRB) — консервативная реформатская деноминация в Бурунди. 

## История
Церковь учреждена в январе 2000 года Фердинандом Нтанкути (Ferdinand Ntancuti). К 2003 году церковью была лишь небольшая группа под руководством Джозеф Барару (Joseph Bararu). Летом 2008 года Барару, который ранее был членом Христианской реформатской церкви в Кулемноге, обратился к своим голландским знакомым за помощью в развитии церкви. В ответ группа голландских богословов, пионером которой стал Лоренц ден Буттер (Laurens den Butter), в октябре 2010 года отправилась в Бужумбуру, Бурунди, чтобы обучать пасторов, старейшин и дьяконов. 
В 2012 году из-за раскола Барару покинул миссию, и его место занял Иноцент Нимпагаритце (Innocent Nimpagaritse). К 2013 году Барару обвинили в краже миссионерских денег у Христианской реформатской церкви, и против него был возбужден иск.  Позже в 2012 году был сформирован Синод для решения вопросов доктрины, управления или применения. В 2013 году в Каменге, пригороде Бужумбуры, были заложены фундаменты нового церковного здания.
Христианская реформатская церковь (англ. The Christian Reformed Church, CGK) Нидерландов поддерживает постоянные отношения с церковью, проводя регулярные семинары в Бурунди и поддерживая студентов стипендиями. В 2017 году председателем cинода стал Нимпарагисте.  

## Учреждения
Прихожане отделения церкви в Каменге основали и управляют христианским детским садом «Маранафа». Церковь патронирует Центр трудоустройства в городе Макамба, Бурунди. 

## Статистика
По состоянию на 2014 год церковь насчитывала 1530 членов в 10 приходах. 

## Внешние сношения
Церковь входит в качестве члена во Всемирное сообщество реформатских церквей.

## Внешние ссылки
- Веб-сайт